# Мартош, Дьёзё
Дьё́зё Ма́ртош (венг. Martos Győző; род. 15 декабря 1949, Будапешт) — венгерский футболист, играл на позиции защитника, участник чемпионатов мира (1978, 1982).

## Биография

### Клубная карьера
Мартош был воспитанником клуба «Ференцварош», за который дебютировал в чемпионате Венгрии в 1971 году. В составе «зелёных орлов» он отыграл восемь сезонов, выиграв чемпионский титул 1976 года и четыре Кубка Венгрии. 
В 1979 году, Мартош перешёл в «Волан», за который отыграл два сезона. В 1981 году, Мартош перешёл в бельгийский «Ватерсхей», в котором отыграл три сезона и в 1982 году выиграл Кубок Бельгии. В этом же клубе он завершил карьеру в 1984 году, в возрасте 34 лет.

### Карьера в сборной
В составе сборной Венгрии играл на чемпионате мира 1978 года, где сыграл три матча сборной на групповом этапе, которые завершились поражениями венгров.
Спустя четыре года, на чемпионате мира 1982 года также был основным игроком сборной, которая заняла в группе третье место, заработав 3 очка и в плей-офф не попала. Всего за национальную команду сыграл 34 матча, в которых не забил ни одного мяча.

## Достижения
«Ференцварош»
- Чемпион Венгрии (1) : 1975/76
- Обладатель Кубка Венгрии (4) : 1971/72, 1973/74, 1975/76, 1977/78

 «Ватерсхей»
- Обладатель Кубка Бельгии (1) : 1981/82